# 前田俊明
前田 俊明（まえだ としあき、1949年10月16日 - 2020年4月17日）は、日本の作曲家、編曲家。

## 生涯
東京都台東区下谷生まれ。明治大学付属明治高等学校から明治大学に進学し、在学中は明治大学マンドリン倶楽部に所属。古賀政男・舩木謙一・猪俣公章に師事。
1981年（昭和56年）山川豊「函館本線」で第23回日本レコード大賞・新人賞、受賞。
第12回日本歌謡大賞・放送音楽新人賞受賞。
1990年（平成2年）伍代夏子「忍ぶ雨」で第21回日本歌謡大賞・放送音楽賞受賞。
1992年（平成4年）藤あや子「こころ酒」で第34回日本レコード大賞歌謡曲演歌部門・編曲賞受賞。
1998年（平成10年）川中美幸「二輪草」で第40回日本レコード大賞・編曲賞受賞など。

## 主な編曲作品
(太字の曲名はNHK紅白歌合戦歌唱楽曲)

### あ行
- 青木美保
  - 「秋燕」（2016年）
  - 「花海棠」（2017年）

- 朝丘雪路＆山本譲二
  - 「めぐり逢い…東京」（2002年）

- 浅田あつこ
  - 「雨やどり夢やどり」（1997年）
  - 「恋待花」（1998年）
  - 「魹ヶ崎」（2007年）

- アローナイツ
  - 「男の弱さ」（2014年）

- 渥美二郎
  - 「愛を灯りに」（1988年）
  - 「骨頂節」（1989年）
  - 「夕凪の宿」（1989年）
  - 「ふたりの明日」（1991年）
  - 「浪花夜景」（1993年）
  - 「面影みれん」（1994年）
  - 「ほろり酒」（1998年）
  - 「幸せとまれ」（2002年）
  - 「なみだの花」（2009年）

- 池畑慎之介
  - 「天狼」（2001年）

- 石川さゆり
  - 「人生情け舟」（2000年）

- 石原詢子
  - 「雨の居酒屋」（1992年）
  - 「きずな酒」（2002年）
  - 「明日坂」（2004年）
  - 「おもいでの雨」（2005年）
  - 「風よ吹け」（2009年）
  - 「ひとり日本海」（2010年）
  - 「雪散華〜ゆきさんげ〜」（2017年）

- 市川由紀乃
  - 「おんなの祭り」（1993年）
  - 「一度でいいから」（1998年）
  - 「海峡氷雨」（2000年）
  - 「絆坂」（2001年）
  - 「さいはて海峡」（2001年）
  - 「海峡出船」（2006年）
  - 「海峡の夜が明ける」（2010年）
  - 「女の潮路」（2010年）
  - 「桟橋時雨」（2011年）

- 五木ひろし
  - 「おしどり」（1991年）
  - 「杯に歌のせて」（1992年）
  - 「悠久の男」（1993年）
  - 「べにばな」（〃）
  - 「再り会い」（1999年）
  - 「望郷の詩」（2003年）
  - 「アカシア挽歌」（2004年）
  - 「ゆめかぜ」（2007年）
  - 「橋場の渡し」（2008年）
  - 「夕陽燦燦」（2015年）
  - 「九頭竜川」（2016年）
  - 「わすれ宿」（2017年）

- 五木ひろし＆都はるみ
  - 「ふたつ星」（2011年）

- 上杉香緒里
  - 「北の海峡」（1997年）
  - 「三百六十五日」（1998年）
  - 「のんべえ」（1999年）
  - 「燧灘」（2010年）
  - 「おんな傘」（〃）
  - 「越後母慕情」（2012年）
  - 「嫁泣き岬」（2013年）

- 丘みどり
  - 「霧の川」（2016年）
  - 「鳰の湖」（2018年）
  - 「紙の鶴」（2019年）

- オレンチェ
  - 「ステキな始まり」（2009年）
  - 「オレンジライン・シーズン」（2011年）
  - 「椿姫お善」（2011年）
  - 「どうぞ召し上がれ」（2011年）
  - 「釣りガール」（2011年）
  - 「熱海･･愛再び」（2013年）

### か行
- 角川博
  - 「恋炎歌」（1992年）
  - 「一夜舟」（1993年）
  - 「残波岬」（1995年）
  - 「化粧川」（2001年）
  - 「風花の恋」（2003年）
  - 「越前忍冬」（2005年）
  - 「情夜灯」（2006年）
  - 「女のしぐれ宿」（2008年）
  - 「片瀬舟」（2008年）
  - 「冬の蝉」（2009年）
  - 「冬のかげろう」（2010年）
  - 「しぐれ橋」（2011年）
  - 「女のうなじ」（2012年）
  - 「蜻蛉の恋」（2013年）
  - 「雨の函館」（2013年）
  - 「夜泣き鳥」（2014年）
  - 「かなしい女」（2016年）
  - 「女のなみだ」（2018年）

- 川中美幸
  - 「ぐい呑み酒」（1990年）
  - 「あんたの春」（1991年）
  - 「夢追い女」（1992年）
  - 「月の砂漠」（1993年）
  - 「北山しぐれ」（1995年）
  - 「二輪草」（1998年）
  - 「なにわの女」（2000年）
  - 「春ふたり」（2001年）
  - 「大河の流れ」（〃）
  - 「貴船の宿」（2002年）
  - 「おんなの一生〜汗の花〜」（2003年）
  - 「おもろい女」（2004年）
  - 「うすゆき草」（2005年）
  - 「歌ひとすじ」（2006年）
  - 「灯籠流し」（〃）
  - 「金沢の雨」（〃）
  - 「郡上夢うた」（2009年）
  - 「ふたり花」（2010年）
  - 「長崎の雨」（2011年）
  - 「花ぼうろ〜霧氷の宿〜」（2012年）
  - 「めおと桜」（2013年）
  - 「祇園のおんな」（2014年）
  - 「吾亦紅〜移りゆく日々〜」（〃）
  - 「一路一生」（2015年）
  - 「人生ごよみ」（2016年）
  - 「あなたと生きる」（2017年）

- 冠二郎
  - 「炎」（1992年）
  - 「ムサシ」（1993年）
  - 「まごころ」（1995年）
  - 「バイキング」（1998年）
  - 「兄貴」（2000年）
  - 「面影の女」（2003年）
  - 「浪花酔虎伝」（2008年）
  - 「居酒屋かもめ流れ酒」（2009年）
  - 「人生夢太鼓」（2010年）
  - 「望郷エトランゼ」（2014年）
  - 「どうせこの世は成り行きまかせ」（2014年）
  - 「万里の嵐」（2016年）

- 北川大介
  - 「この愛に生きて」（2004年）
  - 「小樽夢見坂」（2005年）
  - 「やぐるま岬」（〃）
  - 「アカシアの女」（2006年）
  - 「想い出はマロニエ」（2007年）
  - 「雨の酒場町」（2010年）
  - 「水芭蕉」（2011年）
  - 「波止場酒」（2015年）

- 北島三郎
  - 「コスモス日和」（2008年）
  - 「夫婦一生」（2010年）
  - 「母」（2010年）
  - 「男の人生」（2011年）
  - 「おとこの潮路」（2011年）

- 北島三郎＆藤あや子
  - 「夫婦綴り」（2016年）

- 北見恭子
  - 「夜ごとの涙」（1988年）
  - 「春の夢」（1991年）
  - 「若狭恋枕」（1995年）
  - 「女の旅路」（2015年）

- 北原ミレイ
  - 「おんな道」（1989年）

- 北山たけし
  - 「希望の詩」（2008年）
  - 「剣山」（2009年）
  - 「父子の誓い」（2011年）
  - 「雨の裏町」（2012年）
  - 「路地あかり」（2013年）
  - 「有明海」（2014年）
  - 「霧笛の酒場」（2016年）
  - 「アカシアの街で」（2017年）

- キム・ヨンジャ
  - 「春告鳥」（1993年）
  - 「人生海峡」（1999年）
  - 「陽は昇る」（2000年）
  - 「夢千里」（2002年）
  - 「北の雪虫」（2002年）
  - 「北の秋桜」（2003年）
  - 「はぐれ恋」（2004年）
  - 「北のともし灯」（2004年）
  - 「櫻橋」（2006年）
  - 「命火」（2007年）
  - 「夜明け前」（2007年）
  - 「北のアカシア」（2009年）
  - 「酒ごころ」（2013年）
  - 「雨の港町」（2014年）
  - 「こころ花」（2015年）
  - 「哀愁の酒」（2016年）
  - 「花ふたたび」（2018年）
  - 「北のウミネコ」（2019年）

- 桐生なおと
  - 「なみだ雨」（1999年）

- 黒川真一朗
  - 「グラスの氷」（2006年）
  - 「それが女の道なのよ」（2008年）
  - 「柿田川」（2009年）

- 香西かおり
  - 「宇治川哀歌」（1996年）
  - 「浮雲」（1998年）
  - 「氷雪の海」（2002年）
  - 「潮岬情話」（2003年）
  - 「春陽炎」（2010年）
  - 「秋恋歌」（2016年）

- 香田晋
  - 「手酌酒」（1992年）
  - 「渡り鳥〜北から南から〜」（1993年）
  - 「夢いちど」（1994年）
  - 「酔うだけ酔わせて」（1997年）
  - 「ちぎれ雲」（1999年）
  - 「お宝女房」（2002年）
  - 「伊豆の宿」（2003年）
  - 「見返り花」（2004年）
  - 「越後湯沢駅」（2007年）
  - 「艶歌師」（2008年）

- 伍代夏子
  - 「忍ぶ雨」（1990年）
  - 「恋ざんげ」（1993年）
  - 「ひとり酒」（1994年）
  - 「女のひとりごと」（1995年）
  - 「北の舟唄」（〃）
  - 「お江戸チョイチョイ節」（2002年）
  - 「ふたり坂」（2004年）
  - 「浮世坂」（2005年）
  - 「金木犀」（2006年）
  - 「舟」（2007年）
  - 「京都二年坂」（2008年）
  - 「霧笛橋」（2011年）
  - 「ほろよい酒場」（2013年）
  - 「矢車草〜やぐるまそう〜」（2014年）
  - 「花つむぎ」（2016年）
  - 「宵待ち灯り」（2018年）

- 小林旭
  - 「五月雨ワルツ」（1988年）
  - 「旅の酒〜放浪編〜」（2003年）
  - 「昭和・男道」（2012年）
  - 「ひとりの女に」（2014年）

- 小林幸子
  - 「春蝉」（2003年）
  - 「おんなの酒場」（2011年）

### さ行
- 坂本冬美
  - 「播磨の渡り鳥」（2004年）
  - 「ふたりの大漁節」（2005年）
  - 「雪国〜駒子 その愛〜」（2007年）
  - 「紀ノ川」（2008年）

- 椎名佐千子
  - 「対馬海峡」（2004年）
  - 「さよなら特急」（2004年）

- 城之内早苗＆山本譲二
  - 「渋谷川」（2012年）

- 神野美伽
  - 「人生夜汽車」（1990年）
  - 「浪花八景」（1994年）
  - 「女もつらいよ」（1997年）
  - 「釜山海峡」（〃）
  - 「浪花の春」（2002年）
  - 「浮雲ふたり」（2003年）
  - 「あかね雲」（2004年）
  - 「めおと雲」（2005年）
  - 「番屋」（2007年）
  - 「みさお酒」（2010年）
  - 「桜みち」（2011年）
  - 「黒髪」（2012年）

- 水前寺清子
  - 「青空」（1990年）

- 杉良太郎
  - 「北からの手紙」（1990年）
  - 「風暦」（2000年）
  - 「いいってことよ」（2001年）
  - 「おもいでの神戸」（2002年）

- 瀬口侑希
  - 「雪舞い岬」（2017年）

- 千昌夫
  - 「人生ふたり旅」（2002年）

### た行
- 田川寿美
  - 「女…ひとり旅」（1992年）
  - 「風ぐるま･恋唄」（1994年）
  - 「みれん海峡」（1995年）
  - 「風岬」（1996年）
  - 「華観月」（1996年）
  - 「哀愁港」（1998年）
  - 「北海岸」（1999年）
  - 「こぼれ月」（2000年）
  - 「海鳴り」（2001年）
  - 「雨の連絡船」（2002年）
  - 「雪が降る」（2006年）
  - 「北の港駅」（2010年）
  - 「霧笛」（2012年）
  - 「心化粧」（2017年）

- 多岐川舞子
  - 「浪花の雨」（1994年）
  - 「縁歌酒」（1995年）※デュエット 落合博満
  - 「北半島」（1995年）
  - 「望郷みさき」（2002年）
  - 「雨のたずね人」（2011年）
  - 「出雲雨情」（2013年）
  - 「みそか酒」（2016年）
  - 「京都ふたたび」（2018年）
  - 「風の尾道」（2019年）

- チェリッシュ
  - 「明日に向かって」（1994年）

- 知里
  - 「やさしい日々」(2010年)
    - 「ひこうき雲の先に・・・」

- 弟子木村
  - 「大漁豊漁ぼやき船」（2009年）

- 天童よしみ
  - 「忘れ酒」（1994年）
  - 「あんたの花道」（2002年）
  - 「蝶柳ものがたり」（2003年）
  - 「男の夜明け」（2004年）
  - 「人生みちづれ」（2010年）
  - 「母恋鴉」（〃）
  - 「一声一代」（2014年）
  - 「女のあかり」（2016年）

### な行
- 永井みゆき
  - 「十九の港」（1993年）
  - 「応援歌でヨイショ！」（1994年）
  - 「雨椿」（1997年）
  - 「お別れ終列車」（2001年）
  - 「雨おんな」（2002年）
  - 「大阪慕情」（2002年）
  - 「女の時計」（2003年）
  - 「港でひとり」（2005年）
  - 「よさこい時雨」（2007年）
  - 「ほの字だね」（2009年）
  - 「ひとり大阪」（2012年）
  - 「雨の木次線」（2014年）
  - 「花かげろう」（2015年）

- 永井裕子
  - 「みちのく雪列車」（2001年）
  - 「哀愁桟橋」（2002年）
  - 「菜の花情歌 / かもめ屋主人」（2003年）
  - 「片恋しぐれ町 / 鴎うた」（2004年）
  - 「旅路の女 / 北の里唄」（2004年）
  - 「さすらい海峡 / しあわせ音頭」（2005年）
  - 「渡し舟 / 似た者どう」（2005年）　※デュエット西方裕之
  - 「山鳩の啼く町 / ソーラン家なき子」（2006年）
  - 「雪港 / 明日に咲け」（2006年）
  - 「石見路ひとり / 望郷神楽ばやし」（2007年）
  - 「男の情歌 / 北陸本線冬の旅」（2009年）
  - 「はぐれ雲 / 夜泣酒」（2010年）
  - 「北陸本線冬の旅〜リミックスバージョン〜 / 明日に咲け」（2011年）
  - 「望郷おんな節 / TOKYOスカイツリー音頭」（2011年）　※なでしこ姉妹
  - 「そして･･･雪の中 / 刈干キリキリ」（2012年）
  - 「石見のおんな / 石見銀山ひとり坂」（2012年）
  - 「さよなら港 / 明日は明日」（2013年）　※なでしこ姉妹
  - 「郡上八幡おんな町 / 祭り女の渡り鳥」（2014年）
  - 「音信川 / 越前泣き岬」（2016年）
  - 「松江恋しぐれ / 谷中ほたる」（2016年）
  - 「海猫挽歌 / 浮橋情話」（2018年）

- 中条きよし
  - 「やっと逢えたね」（2011年）
  - 「男の忘れ物」（2012年）

- 中条きよし＆長保有紀
  - 「恋は悲しみのタンゴ」（1996年）

- 長保有紀
  - 「しのび川」（1990年）
  - 「俄か雨」（1991年）
  - 「虞美人草」（1993年）
  - 「夢おぼろ」（1995年）
  - 「あんたの艶歌」（2009年）
  - 「木曽路の雨」（2010年）
  - 「龍飛崎」（2010年）
  - 「止まり木暮らし」（2012年）
  - 「うきよ川」（2014年）
  - 「おさけ川」（2015年）
  - 「下北みれん」（2016年）
  - 「人生(ブルース)」（2016年）
  - 「お酒でワルツ」（2018年）

- 成世昌平
  - 「はぐれコキリコ」（2002年）
  - 「磯節キリキリ」（2004年）
  - 「江釣子のおんな」（2005年）
  - 「坂東太郎」（2005年）
  - 「春よとまれ」（2010年）
  - 「虎落の里」（2010年）
  - 「あんたの里」（2011年）
  - 「コキリコの里」（2012年）
  - 「遠きふるさと」（2013年）
  - 「テルテル坊主」（2015年）
  - 「南部風鈴」（2016年）

- 新沼謙治
  - 「雨やどり」（1988年）
  - 「幸福の坂道」（1989年）
  - 「大雪よ」（1992年）
  - 「男のやせがまん」（1994年）
  - 「愛妻 北挽歌」（2000年）
  - 「古里はいいもんだ…」（2001年）
  - 「笑い飛ばして」（〃）

- 新沼謙治＆朝川ひろこ
  - 「かりそめのラブソング」（1990年）

- 西方裕之
  - 「恋路川」（1992年）
  - 「恋文流し」（1993年）
  - 「夢追い川」（1994年）
  - 「赤とんぼ」（1996年）
  - 「愛始発」（1998年）
  - 「おんな川」（2002年）
  - 「雪夜酒」（2005年）
  - 「海峡列車」（2006年）
  - 「雨情話」（2008年）
  - 「津軽の春」（2009年）
  - 「寒桜」（2009年）
  - 「男の絆」（2010年）※デュエット徳久広司
  - 「雨の奥飛騨路」（2011年）
  - 「ふたりの夜汽車」（2013年）
  - 「散らず花」（2019年）

### は行
- 服部浩子
  - 「海峡わかれ町」（1994年）
  - 「涙の終列車」（1995年）
  - 「旅路の花」（1999年）
  - 「海峡夜明け前」（2001年）
  - 「わすれ傘」（2002年）
  - 「とまり木の街」（2003年）
  - 「小雨町」（2003年）
  - 「さくらさくら」（2004年）
  - 「波止場」（2004年）
  - 「倖せ通りゃんせ」（2005年）
  - 「明日香川恋歌」（2006年）
  - 「小倉恋ごよみ」（2007年）
  - 「むらさき日記」（2008年）
  - 「余花の雨」（2008年）
  - 「はまゆう哀花」（2009年）
  - 「夢追い草紙」（2010年）
  - 「未練のなみだ」（2011年）
  - 「明日花〜あしたばな〜」（2012年）
  - 「炎の川」（2013年）
  - 「三日月海峡」（2015年）
  - 「おんなの情歌」（2016年）
  - 「波の花海岸」（2017年）
  - 「風花港」（2019年）

- 原田悠里
  - 「雪割草」（1991年）
  - 「みちのく雪灯り」（1992年）
  - 「氷見の雪」（2004年）
  - 「沙の川」（2005年）
  - 「桜が咲いた」（2009年）
  - 「飛騨の月」（2010年）
  - 「明日を信じて」（2011年）
  - 「秋月の女」（2013年）
  - 「女‥みぞれ雨」（2016年）
  - 「人生夢桜」（〃）

- 半田浩二
  - 「夢流れ」（1995年）
  - 「女房役」（2001年）

- 福田こうへい
  - 「南部蝉しぐれ」（2012年）
  - 「峠越え」（2014年）
  - 「北の出世船」（2016年）
  - 「道ひとすじ」（2017年）
  - 「天竜流し」（2018年）

- 藤あや子
  - 「雨夜酒」（1991年）
  - 「こころ酒」（1992年）
  - 「むらさき雨情」（1993年）
  - 「女泣川」（1994年）
  - 「み・れ・ん」（1995年）
  - 「紅」（1996年）
  - 「うたかたの恋」（1997年）
  - 「女のまごころ」（1999年）
  - 「くちづけ」（2000年）
  - 「ふたり花」（〃）
  - 「恋酔酒」（2002年）
  - 「無情の酒」（2007年）

- 細川たかし
  - 「北斗の星」（1994年）
  - 「雪港」（2000年）
  - 「この蒼い空には」（2002年）
  - 「大鴉〜故郷偲んで〜」（2003年）
  - 「夫婦ごころ」（2004年）
  - 「城崎恋歌」（2005年）
  - 「あやいろの恋」（2006年）
  - 「恋宿り〜銀山夜景〜」（2008年）
  - 「櫻の花の散るごとく」（2009年）
  - 「北海無法松」（2016年）
  - 「縁結び祝い唄」（2017年）
  - 「冬嵐」（2019年）

### ま行
- 真木ことみ
  - 「極楽とんぼ」（1996年）
  - 「こころ舟」（1998年）
  - 「片恋岬」（2001年）
  - 「一路出世船」（〃）
  - 「おんなの時雨」（2007年）
  - 「母の暦」（2009年）
  - 「無情の雨が降る」（〃）
  - 「紅つばき」（2010年）
  - 「春よ来い」（2011年）
  - 「海峡のおんな」（2013年）
  - 「石蕗の花」（〃）
  - 「女の慕情」（2016年）
  - 「凛と咲く」（2017年）

- 牧村三枝子
  - 「室生寺」（1993年）
  - 「花あかり〜ワルツ〜」（1995年）

- 牧村三枝子＆渡哲也
  - 「花あかり」（1995年）

- 増位山太志郎
  - 「夢の花 咲かそう」（2013年）
  - 「夕子のお店」（2013年）
  - 「冬子のブルース」（2014年）

- 松尾雄史
  - 「くちなし慕情」（2012年）
  - 「純子の泪」（2013年）
  - 「北斗岬」（2014年）
  - 「メルボルン特急」（2016年）

- 松原健之
  - 「金沢望郷歌」（2005年）
  - 「あの町へ帰りたい」（2007年）
  - 「冬のひまわり」（2008年）

- 松原のぶえ
  - 「離愁〜秋から冬へ〜」（1991年）
  - 「母と娘」（1996年）

- 美川憲一
  - 「うたかたの夢」（1993年）
  - 「幸せになりたい」（1995年）
  - 「北国夜曲」（1996年）
  - 「慕情」（1997年）
  - 「別れの旅路」（1998年）
  - 「東京ホテル」（2000年）
  - 「恋女」（2001年）
  - 「女のひとりごと」（2002年）
  - 「湯沢の女」（〃）
  - 「泣かんとこ」（2003年）
  - 「納沙布みれん」（2004年）
  - 「愛は煌めいて」（2005年）
  - 「赤い鴎」（2006年）
  - 「長崎みれん」（〃）
  - 「淡雪のひと」（2008年）
  - 「アカシア雨情」（2010年）
  - 「雨がつれ去った恋」（2014年）
  - 「吾妻橋で待つ女」（2015年）

- 水森かおり
  - 「よりそい花」（1996年）
  - 「かりそめの花」（1998年）
  - 「ひとり泣き」（1999年）
  - 「竜飛岬」（〃）
  - 「東尋坊」（2002年）
  - 「鳥取砂丘」（2003年）
  - 「釧路湿原」（2004年）
  - 「五能線」（2005年）
  - 「熊野古道」（2006年）
  - 「ひとり薩摩路」（2007年）
  - 「輪島朝市」（2008年）
  - 「安芸の宮島」（2009年）
  - 「大和路の恋」（2015年）
  - 「越後水原」（2016年）
  - 「早鞆ノ瀬戸」（2017年）
  - 「水に咲く花･支笏湖へ」（2018年）

- 水田竜子
  - 「北海一番船」（1995年）
  - 「夢宵酔」（1999年）
  - 「哀しみのエアポート」（2000年）
  - 「北山崎」（2005年）
  - 「角館哀歌」（2006年）
  - 「紅花の宿」（2007年）
  - 「風の宿」（2009年）
  - 「国東みれん」（2010年）
  - 「霧の土讃線」（2011年）
  - 「雪の細道」（2013年）
  - 「平戸雨情」（2014年）
  - 「噂の港」（2015年）
  - 「霧島の宿」（2015年）
  - 「木曽川みれん」（2016年）
  - 「船折瀬戸」（2017年）
  - 「新庄恋しや」（2017年）
  - 「礼文水道」（2018年）

- 都はるみ
  - 「桜時雨」（1993年）
  - 「草枕」（1995年）
  - 「幻夢のえれじい」（1997年）
  - 「花はあなたの肩に咲く」（2006年）
  - 「小さな春」（2009年）

- 三山ひろし
  - 「人恋酒場」（2009年）
  - 「酔待ち酒場」（2010年）
  - 「ダンチョネ港町」（2011年）
  - 「女に生まれて」（2011年）
  - 「あやめ雨情」（2014年）

- 杜このみ
  - 「のぞみ酒」（2014年）

- 森進一
  - 「十六夜舟」（1987年）
  - 「指輪」（1989年）
  - 「ひとすじの白い道」（1995年）
  - 「女恋港」（〃）
  - 「薄雪草」（1996年）
  - 「哀の河」（2003年）
  - 「女の恋」（2008年）
  - 「女坂」（2012年）
  - 「私の恋」（2016年）
  - 「北港」（2018年）

- 森進一＆森昌子
  - 「しあわせのうた」（2003年）

### や行以降
- 八代亜紀
  - 「あかんたれ」（1994年）
  - 「あんた逢いに来い」（1996年）
  - 「風のブルース」（1999年）
  - 「朧月夜」（2000年）
  - 「立ち呑み『小春』」（2007年）

- 山内惠介
  - 「二十才の酒」（2003年）
  - 「流氷鳴き」（2005年）
  - 「つばめ返し」（2007年）
  - 「風蓮湖」（2009年）

- 山川豊
  - 「函館本線」（1981年）
  - 「こころ花」（1988年）
  - 「夜桜」（1992年）
  - 「面影本線」（1995年）
  - 「男のららばい」（1998年）
  - 「港のブルース」（2003年）
  - 「螢子」（2015年）
  - 「今日という日に感謝して」（2018年）

- 山本譲二
  - 「七夕月」（1993年）
  - 「花も嵐も」（2000年）
  - 「おまえにありがとう」（2001年）
  - 「しあわせの青い鳥」（〃）
  - 「都会の子守歌」（2002年）
  - 「おまえと生きる」（〃）
  - 「放浪〜さすらい〜」（2003年）
  - 「ふるさとのはなしをしよう」（2004年）
  - 「倖せあげたい」（〃）
  - 「名もない花に乾杯を」（2005年）
  - 「新宿の月」（2006年）
  - 「惚れたおまえと」（2007年）
  - 「千里の道も」（2009年）
  - 「哀愁運河」（2010年）
  - 「こころの絆」（2012年）
  - 「蓬莱橋」（〃）
  - 「北の孤愁」（2014年）
  - 「ふたりで一つの人生を」（2016年）
  - 「ふたりでよかった」（2017年）

## ネッシーとクッシーの歌
ネッシーとクッシー（1976年 ビクター KV-543、作詞 前川市治郎、作曲 牧野民治、編曲 前田俊明、歌手 田中星児）